# Новокаледонская флористическая область
Новокаледонская флористическая область — единица флористического деления суши, входящая в Палеотропическое флористическое царство. Помимо острова Новая Каледония, включает в себя также прилегающие к ней малые острова Луайоте и Пен.
Исключительное богатство и большое своеобразие флоры Новой Каледонии позволяет ботаникам выделять Новокаледонскую область в отдельное, Новокаледонское флористическое подцарство. В составе области лишь одна, Новокаледонская провинция.
Область характеризуется высочайшим прогрессивным эндемизмом, проявляющимся на уровне не только видов, но и родов, и даже семейств. Здесь несколько эндемичных семейств, более 130 эндемичных родов, а число эндемичных видов превышает 2400, что составляет более 80 % флоры.
Среди эндемичных семейств — Амборелловые (Amborellaceae), Страсбургериевые (Strasburgeriaceae), Онкотековые (Oncothecaceae), Паракрифиевые (Paracryphiaceae) и Феллиновые (Phellinaceae). Родовой эндемизм составляет 16 % — очень высокий показатель; по этому признаку Новую Каледонию можно сравнить только с Гавайским архипелагом и островами Хуан-Фернандес. В отличие от них, среди эндемичных родов многие не монотипны, но наоборот, насчитывают 10—20 видов. Это свидетельствует об интенсивном видообразовании именно на этой территории. Вместе с тем, наличие многих относительно примитивных родов указывает на древность самой флоры.